# Світова війна: Зміна балансу
«Світова війна: Зміна балансу» (англ. Worldwar: Tilting the Balance) — роман про альтернативну історію американського письменника Гаррі Тертлдава. Це друга книга в тетралогії «Світова війна» та в розширеній серії «Світова війна», яка включає трилогію «Колонізація» та роман «Дорога додому».
У романі великі світові держави борються за створення перших людських атомних бомб із матеріалів, отриманих від прибульців-загарбників, відомих як Раса.

## Сюжет
З початком 1943 року Раса намагається зміцнити свою владу над Латинською Америкою, Африкою та Австралією, водночас ведучи запеклу боротьбу з передовими державами світу: Сполученими Штатами, Великою Британією, Радянським Союзом, Японією та Нацистською Німеччиною. Хоча людство здатне протистояти загарбникам, воно зазнало важкого удару на початку вторгнення. Раса зберігає свою беззаперечну перевагу в повітрі над усім світом, оскільки люди змушені переміщувати свої наземні сили вночі та використовувати власні літаки лише в надзвичайних ситуаціях. Оскільки запаси нафти дуже обмежені, замість автомобілів люди повернулися до використання кінних екіпажів і замість електричного світла — гасових ламп. Але поки людська раса тулиться в темряві, фізики та інженери відчайдушно працюють над розробкою перших людських атомних бомб, які можуть бути єдиною надією вигнати Расу з Землі.
Після швидкого завоювання Іспанії та Португалії та капітуляції Італії Раса зосереджується на просуванні своїх сил у Франції на схід, до серця Німецького Рейху. Серед офіцерів Вермахту, які відчайдушно намагаються стримати наплив інопланетних сил, є полковник Генріх Єгер. Щойно після перебування в гітлерівському Берхтесгадені, Єгер спантеличений стосунками, які він зав'язав зі старшим лейтенантом Людмилою Горбуновою, українською пілотесою, яка доставила радянського міністра закордонних справ В'ячеслава Молотова до Баварії на конференцію з фюрером. Він дуже закоханий у неї, але цікавиться, чи може розвинутися любов між двома колишніми ворогами.
Єгер отримує командування танковим полком поблизу Бельфора, і йому доручено не дати Расі досягти Рейну. Хоча найновіші моделі танків, Panther і Tiger I, дають німцям шанс на бій, вони все одно прикро поступаються ландкрузерам Раси. Зі свого боку, інопланетяни приголомшені тим, що люди здатні розробляти та розгортати нові моделі танків за такий короткий проміжок часу, оскільки швидкість технологічного розвитку Раси в сотні разів менша. Єгера раптово звільняють з передової служби та наказують допомагати німецькій програмі створення атомної бомби у Віттельсбаху.
У Сполучених Штатах Єнс Ларссен, фізик, залишає Чикаго в пошуках металургійної лабораторії, яка переїхала до Денвера. Перетнувши Великі озера, він стрімко рухається через Міннесоту та Дакоту. Ларссеном керує не стільки потреба прискорити розробку атомної бомби, скільки бажання возз'єднатися зі своєю дружиною Барбарою. На жаль для Єнса, під враженням, що він мертвий, Барбара зав'язала стосунки з капралом Семом Єгером, солдатом, відповідальним за охорону полонених іноземців. Єгер служить перекладачем у металургійній лабораторії, оскільки він вивчив зачатки мови раси. Йенс прибуває в Денвер перед лабораторією і посилає кур'єра, щоб знайти Барбару з повідомленням, що він залишився живий. Барбара дізнається, що її чоловік все ще живий, відразу після того, як вона повідомила Єгеру, що вагітна.
В Іллінойсі, після успішного походу Паттона, який звільнив більшу частину штату, Раса знову починає наступ на Чикаго. Американські солдати відважно борються, але відкрита місцевість дає інопланетним ландкрузерам вирішальну перевагу. Повільно, але впевнено лінія фронту наближається все ближче до озера Мічиган.
Єгеру вдається повернутися на передову в Бельфорі після непродуктивного перебування з німецькими фізиками, які працюють над атомними дослідженнями у Віттельсбаху. Невдовзі після цього Віттельсбах був знищений внаслідок неконтрольованої ядерної реакції, спричиненої нацистськими вченими. Ядерний розплав, що виник у результаті, впевнює Расу, що Німеччина бере участь у ядерних дослідженнях.
У той же час за дорученням Сталіна Молотов відвідує секретну дослідницьку лабораторію за кілька миль на північ від Москви, в якій радянські дослідники намагаються перетворити зразок плутонію, який був захоплений німецько-радянськими військами в Україні роком раніше, на атомний пристрій. Вони мають мінімальний успіх, і Молотов намагається спонукати їх погрозами тортур і смерті в разі провалу. Це не дає помітного поліпшення досягнень радянських інженерів.
У Японії японські дослідники допитують пілота корабля-вбивці Раси Тертса, щоб зрозуміти динаміку ядерного поділу. Як пілот, Тертс стверджує, що має обмежені знання про атомну зброю, оскільки він кидає її, а не будує. Японці відмовляються йому вірити та застосовують тортури, щоб змусити Тертса більше співпрацювати.
У Сполучених Штатах металургійна лабораторія нарешті досягає Денвера і починає працювати над атомними дослідженнями. Його роботі допомагає невелика партія плутонію, яку полковник Леслі Гроувс привозить із Бостона, куди британському підводному човну було доручено доставити його уряду США. Плутоній становить одну четверту частину матеріалу, викраденого в Раси під час німецько-радянської операції в Україні. Він потрапив до британців через єврейських партизанів, які заволоділи частиною плутонію, відправленого до Німеччини, коли минулої зими ненадовго утримували полковника Єгера в полоні в Польщі. На жаль, для створення атомної бомби плутонію, про який йде мова, недостатньо. Перш ніж американці зможуть сподіватися використовувати ядерний пристрій у війні проти Раси, металургійна лабораторія повинна виробити значну кількість дорогоцінного плутонію.
Єнс Ларссен зустрічається зі своєю дружиною після її прибуття в Денвер і дізнається, що вона вийшла заміж і завагітніла від капрала Сема Єгера. Приймаючи важке рішення, яке засмучує всіх, вона вирішує залишити дитину та залишитися з Єгером. Єнс погано сприймає новини, і його робота над проектом атомної бомби страждає. Щоб уберегти його від неприємностей, Гроувс наказує Ларссену відправитися в Генфорд і розглянути можливість перенесення туди металургійної лабораторії для полегшення виробництва плутонію. З гвинтівкою M1903 Springfield на плечі Єнс їде до штату Вашингтон на велосипеді.
Штандартенфюрер СС Отто Скорцені залучає Єгера, який керує роботами з видобутку плутонію з розплавленого реактора у Віттельсбаху, щоб допомогти відвоювати місто Спліт у Раси, яка запропонувала Незалежній Державі Хорватія відвернутися від німців і приєднатися до них. Це також спроба заманити Скорцені в Спліт, щоб його вбити. Однак Скорцені та Єгер, маючи кращі карти, проривають тунель у середині гарнізону Раси, і за допомогою численних хорватських солдатів і бойових гвинтівок FG 42, які перевершують піхотне озброєння Расів, повністю знищують гарнізон. Кожен представник Раси у Спліті або вбитий, або взятий у полон. Серед загиблих — головний офіцер розвідки Флітлорда Атвара, Дрефсаб.
З початком літа 1943 року сили Раси просуваються ближче до Німеччини й досягли околиць Чикаго. Москва, здається, опинилася на межі краху, проте просування Раси раптово зупинилося внаслідок підриву росіянами атомної бомби, встановленої як наземна міна між Калугою та Москвою. Сюжет завершується різким переосмисленням співвідношення сил у масштабах конфлікту.